# Lodes
Lodes (okzitanisch Lòdas) ist eine französische Gemeinde mit 303 Einwohnern (Stand: 1. Januar 2022) im Département Haute-Garonne in der Region Okzitanien; sie ist Teil des Arrondissements Saint-Gaudens und des Kantons Saint-Gaudens. Die Einwohner werden Lodois genannt.

## Geografie
Lodes liegt in der historischen Provinz Comminges am Fuß der Pyrenäen, etwa 85 Kilometer südwestlich von Toulouse. Umgeben wird Lodes von den Nachbargemeinden Cardeilhac im Norden, Lalouret-Laffiteau im Nordosten, Larcan im Osten, Saint-Ignan im Süden und Südosten, Le Cuing im Süden und Westen sowie Larroque im Nordwesten.

## Bevölkerungsentwicklung
| Jahr                       | 1962 | 1968 | 1975 | 1982 | 1990 | 1999 | 2006 | 2017 |
| -------------------------- | ---- | ---- | ---- | ---- | ---- | ---- | ---- | ---- |
| Einwohner                  | 321  | 279  | 255  | 243  | 247  | 255  | 263  | 292  |
| Quellen: Cassini und INSEE |      |      |      |      |      |      |      |      |

## Sehenswürdigkeiten

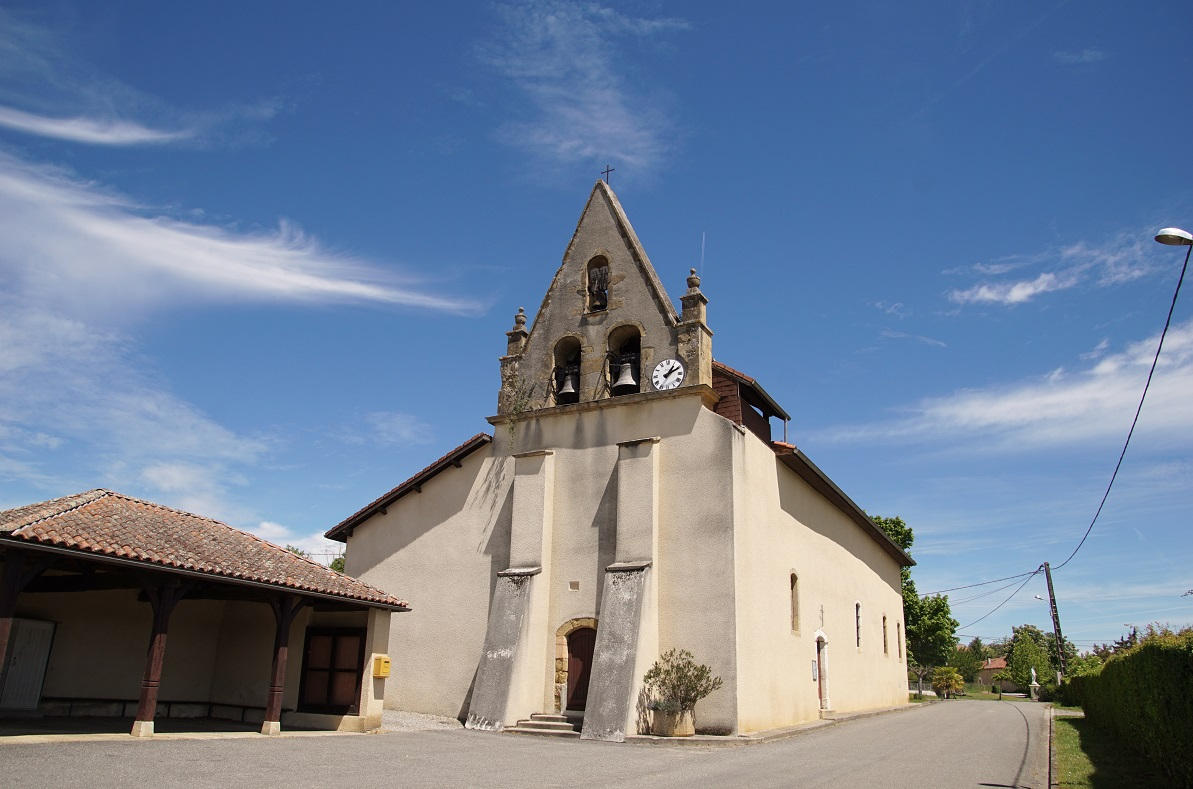
Kirche Saint-Jean-Baptiste de Lodes

- Kirche Saint-Jean-Baptiste